# Basilica di San Gervasio
La basilica di San Gervasio (in francese: Basilique Saint-Gervais) è una chiesa di Avranches nel dipartimento francese della Manica, in Bassa Normandia.
L'edificio è di stile neoclassico ed è destinato al culto cattolico. In seguito al crollo della cattedrale di Sant'Andrea nel 1794, vi è stato ospitato il tesoro di Saint-Gervais, comprendente la reliquia del cranio del vescovo sant'Uberto, fondatore dell'abbazia di Mont-Saint-Michel nell'VIII secolo.
La chiesa è stata iscritta all'inventario supplementare dei monumenti storici nel 2006 ed è stata interessata da lavori di restauro nel 2010.

## Storia
La basilica è stata preceduta da una chiesa di San Gervasio della metà del Settecento, che negli anni 1825-1834 ebbe riparazioni alle coperture e al campanile. Questi lavori non furono tuttavia sufficienti e nel 1843 grazie ad una donazione di mademoiselle de la Champagne, una parrocchiana, i lavori di ricostruzione dell'edificio furono avviati sotto la direzione dell'architetto della città, Cheftel.
Tra il 1843 e il 1852 furono ricostruiti i muri della navata, del coro e del transetto, ingrandendo l'edificio verso est. I lavori furono lunghi e costosi più del previsto e di conseguenza si dovette risparmiare sulla decorazione dell'interno.
Nel 1886 si avviarono le pratiche burocratiche per la costruzione della facciata con torre, ma il ministero rifiutò l'approvazione sia per l'alto costo, sia a causa della debolezza strutturale del progetto. Dopo numerose modifiche il progetto venne finalmente approvato e il vecchio campanile venne demolito nel 1891 e nel 1898 fu completata le facciata con la torre campanaria centrale: l'anno seguente le campane furono benedette dal vescovo di Coutances e Avranches monsignor Guérard.

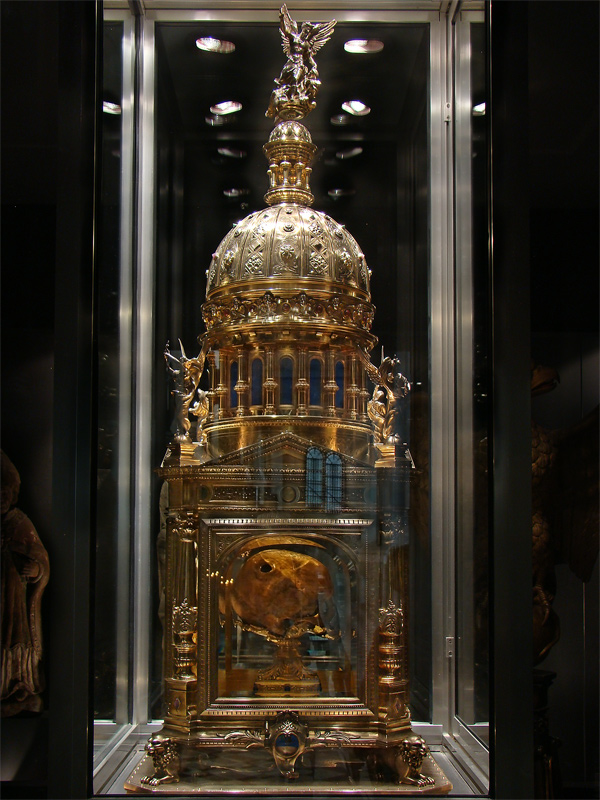
Reliquia del cranio di sant'Uberto, conservato nel tesoro

L'arciprete della basilica, Prospère Cornille, aveva radunato tra il 1913 e il 1933 diversi oggetti di oreficeria liturgica di varia provenienza e qualità in un ambiente della chiesa. Negli anni ottanta gli oggetti vennero inventariati e studiati e fu sistemato un nuovo allestimento e la collezione è gestita dal servizio di conservazione delle antichità e degli oggetti d'arte dipartimentale.

## Descrizione
La facciata è stata realizzata in stile neorinascimentale ed è ispirata dalla chiesa della Sainte-Trinité di Parigi, opera dell'architetto Théodore Ballu. L'uso del granito le conferisce austerità. La torre campanaria centrale è alta 74 m e termina con un piano ottagonale e da una lanterna cupolata. Il campanile ospita un carillon di 32 campane.
L'edificio ha una pianta a croce latina, con i bracci del transetto a terminazione semicircolare, ma è priva di una cupola all'incrocio. L'interno ha tre navate, suddivise da colonne tuscaniche con fregio dorico con triglifi e cornice sporgente. La navata centrale è coperta con una volta a botte lunettata ornata da cassettoni, e prende luce da tre finestre per parte. Il coro è circondato da un deambulatorio, sul quale si apre una sola cappella absidale.